# جيفرسون مارانهاو
جيفرسون مارانهاو هو لاعب كرة قدم برازيلي في مركز الوسط، ولد في 6 أغسطس 1993 في Coelho Neto, Maranhão ‏ في البرازيل. لعب مع النادي الرياضي المركزي.

## وصلات خارجية
- جيفرسون مارانهاو على موقع قاعدة بيانات كرة القدم.إي يو (الإنجليزية)
- جيفرسون مارانهاو على موقع Soccerway.com (الإنجليزية)